# Brænde
Brænde er træ der bruges til brændsel.
Herhjemme er brænde normalt forbundet med træstammer og grene af en vis tykkelse, der er skåret i passende længder til brændeovnen, kløvet på langs og tørret et til to år. Andre steder er man mindre kritisk med udseende og kvalitet. I fattigere egne af verden, samt i danske hjem hvor skønhedsindtrykket har mindre betydning bruges også affaldstræ der eventuelt skæres eller knækkes for at passe til situationen. Det er værd at bemærke at man i Danmark ikke må brænde træ der er malet, trykimprægneret eller på anden måde behandlet, som for eksempel spånplader og krydsfiner, ligesom der ikke må bruges brænde der ikke er tørret ordentligt (max 18% vand).[kilde mangler]
Til et ægte spejderbål bruges også brænde, men det består af mere tilfældige stykker træ der er samlet i skov og krat i nærheden og eventuelt knækket på midten for ikke at stikke for langt ud af bålet.
Brænde måles i brændværdi (kg per kubikmeter tørstof) og mængden angives i rumfang, rummeter. Der bruges flere forskellige slag rummeter: kasserummeter, som er en kasse på 1 x 1 x 1 meter, hvor brændet ligger ustablet (hulter til bulter), stablet rummeter, og skovrummeter, som angiver antal rummeter på hele stammer. Køber du brænde, kan det anbefales at gå uden om forhandlere, som ikke vil garantere en fugtighed på højest 18% og som angiver mængden på samme måde som den leveres. Et brændetårn, bør således opgives som stablet rummeter og kun det indvendige rummål for pallen. Løst leveret brænde bør angives som kasserummeter. En tommelfingerregel er at 1 kasserummeter kun svarer til 0,6 stablet rummeter.
Brændværdier iflg. "Dansk Brændesalg" i forskellige træsorter:
| Træart        | Kg træ (uden vand) pr. m3 |
| AvnBøg        | 640                       |
| Bøg           | 580                       |
| Ask / Eg      | 570                       |
| Elm           | 565                       |
| Birk          | 540                       |
| Bjergfyr      | 490                       |
| Pil           | 460                       |
| El            | 440                       |
| Skovfyr       | 430                       |
| Gran / poppel | 370                       |